# قانون‌های مداری کیرشهف
قانون‌های مداری کیرشهف (به انگلیسی: Kirchhoff's circuit laws) قوانینی است فیزیکی که از دو بخش تشکیل شده‌است:

## قانون جریان‌ها

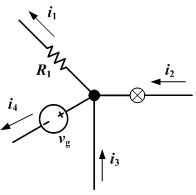
مجموع جریان‌های وارد شوند به یک گره با مجموع جریان‌های خارج شوند از آن برابرند یعنی داریم: i_{1} + i_{4} = i_{2} + i_{3}

در یک مدار الکتریکی فشرده جمع جبری جریان‌هایی که به یک گره وارد می‌شود یا از آن خارج می‌شوند در هر لحظه برابر با صفر است. به عبارت دیگر مجموع جریان‌های ورودی با مجموع جریان‌های خروجی با هم برابر هستند. این قانون به KCL (Kirchhoff's current laws) نیز معروف است و به ماهیت اجزای مدار بستگی ندارد و از قانون پایستگی بار نتیجه می‌شود. این قانون برای هر گره یا سطح بسته برقرار است به شرطی که ابعاد آن از طول موج بسیار کوچکتر باشد.
{\displaystyle \sum _{k=1}^{n}{I}_{k}=0}

## قانون اختلاف پتانسیل‌ها

مجموع همه ولتاژهای درون یک حلقه برابر صفر است. v_{1} + v_{2} + v_{3} - v_{4} = ۰

در یک مدار الکتریکی فشرده در هر حلقه یا هر مسیر بسته، مجموع جبری اختلاف پتانسیل در المان‌های مدار، برابر صفر است و به ماهیت اجزای مدار بستگی ندارد.
این قانون به KVL نیز معروف است. این قانون از پایستار بودن میدان الکتریکی ساکن نتیجه می‌شود و در حلقه‌هایی که ابعاد آنها از طول موج بسیار کوچکتر است یا به عبارت دیگر در مدارهای فشرده برقرار است. در قوانین کیرشهف باید جهات فرضی برای جریان‌ها در نظر گرفت. پس از تعیین علامت جریان هاباید قانون گره را درباره جریان‌ها نوشت.
برای این کار در جهت جریان فرضی در مدار پیش می‌رویم. با استفاده از قانون اهم اگر در جهت جریان پیش برویم IR- افت ولتاژ داریم و اگر در خلاف جهت پیش برویم IR+ افزایش ولتاژ داریم.
{\displaystyle \sum _{k=1}^{n}{V}_{k}=0}